# Pantanodon madagascariensis
Pantanodon madagascariensis es una especie extinguida de peces de la familia de los pecílidos en el orden de los ciprinodontiformes.

## Morfología
Los machos pueden alcanzar los 3,4 cm de longitud total.

## Distribución geográfica
Se encuentran al nordeste de Madagascar.